# Eurya wardii
Eurya wardii är en tvåhjärtbladig växtart som beskrevs av Clarence Emmeren Kobuski. Eurya wardii ingår i släktet Eurya och familjen Pentaphylacaceae. Inga underarter finns listade i Catalogue of Life.